# Lo mejor para los dos
«Lo mejor para los dos» es el segundo sencillo de géneros Latin pop y Bachata, interpretado por el músico y cantante mexicano Marco Antonio Solis, incluido en el álbum Gracias por estar aquí. La publicación de la canción fue lanzada el 16 de septiembre de 2013 de género Latin pop. A lo largo, El género bachata fue publicada el 29 de julio de 2014
- Datos: Q19969443